# Sint-Jansplein (Brugge)

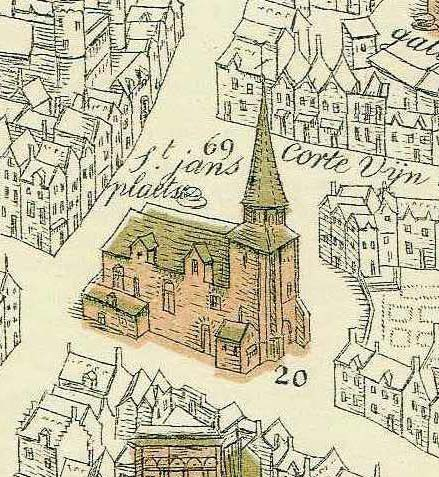
Het Sint-Jansplein te Brugge anno 1532.

Het Sint-Jansplein is een plein gelegen in het centrum van Brugge.

## Beschrijving
Het plein is ontstaan na de instorting van de kerktoren en sloop van de gelijknamige kerk in 1611. Ze werd vervangen door een kapel, maar die werd in 1786 eveneens afgebroken.
Nadien deed het Sint-Jansplein dienst als marktplein waar gevogelte, wild en minderwaardig vlees verkocht werd. Van 1841 tot 1861 was het Sint-Lodewijkscollege gevestigd in het huis de Lecke (later huis de 't Serclaes). Nadien werd het de hoofdzetel van de Zusters van het Christelijk Onderwijs en hun school, Hemelsdale.
Van op de Grote Markt is het te bereiken langs de Vlamingstraat en het Kraanplein. Het Sint-Jansplein paalt aan de Wapenmakersstraat, de Cordoeaniersstraat, het Kraanplein, de Wijnzakstraat en de Sint-Jansstraat.